# 보편 완비 가측 공간
측도론에서, 가측 공간 위의 보편 완비 가측 공간(普遍完備可測空間, 영어: universally complete measurable space)은 모든 시그마 유한 완비화에 대하여 가측 집합이 되는 부분 집합들만을 가측 집합으로 삼는 가측 공간이다.

## 정의
측도 공간 {\displaystyle (X,\Sigma ,\mu )}이 다음 조건을 만족시킨다면, 시그마 유한 측도 공간(영어: sigma-finite measure space)이라고 한다.
- {\displaystyle \textstyle X=\bigcup {\mathcal {S}}}인 가산 집합 {\displaystyle {\mathcal {S}}\subseteq \{S\in \Sigma \colon \mu (S)<\infty \}}가 존재한다.

가측 공간 {\displaystyle (X,\Sigma )} 위의 시그마 유한 측도들의 집합을 {\displaystyle \operatorname {\sigma -finMeas} (X,\Sigma )}라고 표기하고, {\displaystyle (X,\Sigma )} 위의 확률 측도들의 집합을 {\displaystyle \operatorname {probMeas} (X,\Sigma )}라고 표기하자. 그렇다면, 집합족 {\displaystyle \Sigma ^{\text{univ}}}를 다음과 같이 정의하자.
{\displaystyle \Sigma ^{\text{univ}}=\bigcap _{\mu \in \operatorname {probMeas} (X,\Sigma )}{\bar {\Sigma }}_{\mu }=\bigcap _{\mu \in \operatorname {\sigma -finMeas} (X,\Sigma )}{\bar {\Sigma }}_{\mu }}
이다. 여기서 {\displaystyle {\bar {\Sigma }}_{\mu }}는 측도 {\displaystyle \mu }에 대한 {\displaystyle \Sigma }의 완비화이다.
{\displaystyle \Sigma ^{\text{univ}}}의 원소를 {\displaystyle \Sigma }-보편 가측 집합({\displaystyle \Sigma }-普遍可測集合, 영어: {\displaystyle \Sigma }-universally measurable set)이라고 한다.:155, §21.D {\displaystyle \Sigma ^{\text{univ}}} 역시 {\displaystyle X} 위의 가측 공간 구조를 이루며, {\displaystyle (X,\Sigma ^{\text{univ}})}를 {\displaystyle (X,\Sigma )}의 보편 완비화(普遍完備化, 영어: universal completion)라고 한다.:526–527, §4.6 만약 {\displaystyle \Sigma =\Sigma ^{\text{univ}}}라면, {\displaystyle (X,\Sigma )}를 보편 완비 가측 공간이라고 한다.

## 성질
만약 ZFC가 무모순적이라면, ZFC + ‘실수선의 보렐 가측 공간은 {\displaystyle 2^{\aleph _{0}}} 개의 보편 가측 집합들을 갖는다’도 역시 무모순적이다.
만약 ZFC가 무모순적이라면, ZFC + ‘실수선의 보렐 가측 공간은 준열린집합이 아닌 보편 가측 집합들을 갖는다’도 역시 무모순적이다.:21

## 예
유클리드 공간의 보렐 가측 공간 위의 르베그 측도는 시그마 유한 완비 측도이다. 따라서, 모든 보편 가측 집합은 르베그 가측 집합이나, 그 역은 성립하지 않는다.
폴란드 공간의 보렐 가측 공간 위의 모든 해석적 집합은 보편 가측 집합이다.:155, Theorem 21.10 사영 결정 공리를 가정한다면, 폴란드 공간의 보렐 가측 공간 위의 모든 사영 집합은 보편 가측 집합이다.:326, §38.17(ii)

## 참고 문헌
1. 1 2  Doberkat, Ernst-Erich (2015). 《Special topics in mathematics for computer scientists: sets, categories, topologies and measures》 (영어). Springer-Verlag. doi:10.1007/978-3-319-22750-4. ISBN 978-3-319-22749-8.
2. 1 2 3  Kechris, Alexander Sotirios (1995). 《Classical descriptive set theory》. Graduate Texts in Mathematics (영어) 156. Springer-Verlag. doi:10.1007/978-1-4612-4190-4. ISBN 978-1-4612-8692-9. ISSN 0072-5285. MR 1321597. Zbl 0819.04002.
3. 1 2  Larson, Paul; Neeman, Itay; Shelah, Saharon. “Universally measurable sets in generic extensions”. 《Fundamenta Mathematicae》 (영어) 208 (2): 173–192. arXiv:1003.2479. Bibcode:2010arXiv1003.2479L. doi:10.4064/fm208-2-4. ISSN 0016-2736. Zbl 1196.03064.